# Portsmouth (Verenigd Koninkrijk)

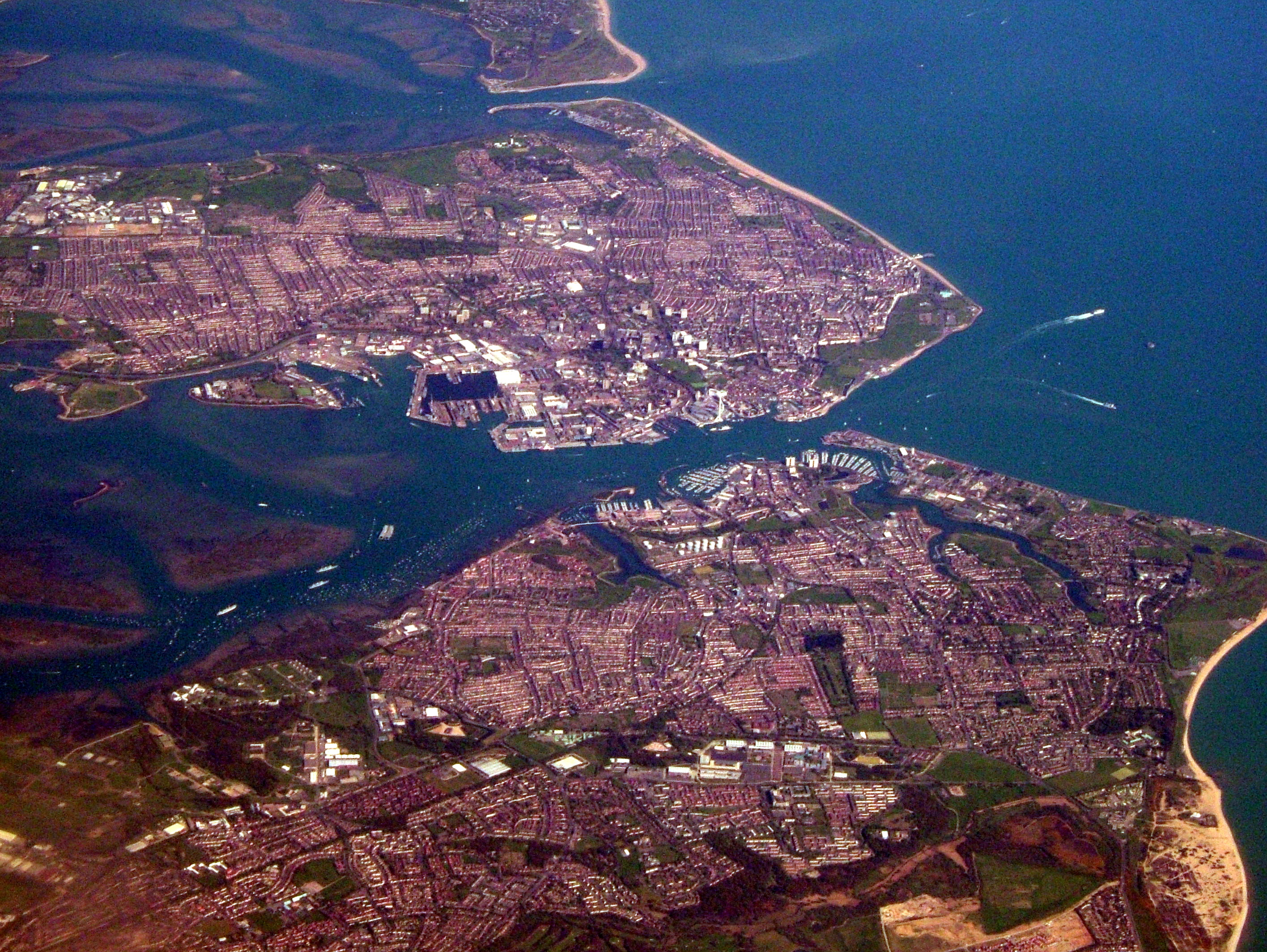
Luchtopname van Portsmouth

Portsmouth (Nederlands, verouderd: Portsmuiden) is een unitary authority met de officiële titel van city, en het is een district (ONS-code E06000044) in het zuidoosten van Engeland in het  ceremoniële graafschap aan de zeestraat Solent. De havenstad telt zo'n 215.000 inwoners en ligt op het eiland Portsea, vlak tegenover het zuidelijker gelegen Isle of Wight. Portsmouth ligt zo'n 100 kilometer ten zuidwesten van Londen en 30 kilometer ten zuidoosten van Southampton. Het is de enige stad in het Verenigd Koninkrijk met een hogere bevolkingsdichtheid dan de hoofdstad Londen. Zowel Portsmouth Football Club als de stad delen dezelfde bijnaam 'Pompey'.
Portsmouth is een belangrijke marinehaven en een van de thuishavens van de Royal Navy. De stad heeft dan ook een uitgebreid scheepvaartmuseum met diverse historische oorlogsschepen. Daarnaast is Portsmouth een van de belangrijkste badplaatsen van Engeland; in de directe omgeving liggen zo'n twintig jachthavens.
Portsmouth is verbonden met Gosport via een ferrydienst die de baai in een paar minuten oversteekt.

## Bezienswaardigheden
- Royal Naval Museum
- HMS Victory: het vlaggenschip van Horatio Nelson tijdens de slag bij Trafalgar
- HMS Warrior: het eerste pantserschip
- HMS M33: een monitor gebouwd in 1916, het enige Britse marineschip uit de Eerste Wereldoorlog dat bewaard is gebeleven
- Mary Rose Museum: een museum waarin delen van het 16e-eeuws oorlogsschip Mary Rose worden bewaard
- Spinnaker Tower: een 170 m hoge uitzichttoren, geopend in 2005
- Rond 1870 zijn vier zeeforten gebouwd om de haven te  beschermen. Fort Spitbank ligt het meest dichtbij op zo'n twee kilometer voor de ingang van de haven.
- Gunwharf Quays, winkelcentrum, gevestigd op het terrein van een voormalige wapenwerf van de marine.

## Sport
Portsmouth FC is de betaaldvoetbalclub van de stad en speelt haar wedstrijden op Fratton Park. In 1949 en 1950 werd Portsmouth FC kampioen van Engeland en in 1939 en 2008 won het de FA Cup.
In de Tour de France van 1994 werd een etappe verreden van en naar Portsmouth. De Italiaan Nicola Minali won deze rit.
Sinds 1991 wordt in Portsmouth jaarlijks de Great South Run gelopen, een van de grootste 10 mijl wegwedstrijden in de atletiek.

## Bekende inwoners van Portsmouth

### Geboren
- Charles Dickens (1812-1870), schrijver
- Montagu Love (1877-1943), acteur
- James Callaghan (1912-2005), politicus en premier van Groot-Brittannië 1976-1979
- Stan Clements (1923-2018), voetballer
- Peter Sellers (1925-1980), acteur en komiek
- Lol Coxhill (1932-2012), saxofonist
- David Calder (1946), acteur
- George Costigan (1947), acteur
- Christopher Hitchens (1949-2011), journalist, publicist en literatuurcriticus
- Ray Shulman (1949-2023), bassist (Gentle Giant)
- Roger Hodgson (1950), voormalig zanger van Supertramp
- Steve Foster (1957), voetballer
- Derek Riggs (1958), kunstenaar en illustrator voor Iron Maiden
- Roland Orzabal (1961), zanger, songwriter, muzikant (Tears for Fears) en muziekproducent
- Paul Chequer (1978), acteur
- Donna Creighton (1985), skeletonster
- Caitlin McClatchey (1985), zwemmer
- Matt Ritchie (1989), voetballer
- Alex Oxlade-Chamberlain (1993), voetballer
- James Ward-Prowse (1994), voetballer
- John Swift (1995), voetballer
- Mason Mount (1999), voetballer